# Titularbistum Stobi
Stobi ist ein Titularbistum der römisch-katholischen Kirche. 
Es geht zurück auf einen untergegangenen Bischofssitz in der antiken Stadt Stobi in Makedonien. Der Bischofssitz war der Kirchenprovinz Thessalonica zugeordnet.
| Titularbischöfe von Stobi |                          |                                              |                |               |
| Nr.                       | Name                     | Amt                                          | von            | bis           |
| 1                         | Manoel Raymundo de Mello | emeritierter Bischof von Caetité (Brasilien) | 30. Juli 1923  | 11. März 1943 |
| 2                         | Roman Richard Atkielski  | Weihbischof in Milwaukee (Wisconsin) (USA)   | 2. August 1947 | 30. Juni 1969 |